# 浜恵子 (歌手)
浜 恵子（はま けいこ、1950年-）は日本の歌手。北海道出身。

## 経歴
- 1969年に「夏のおわり」でミノルフォンレコードからデビュー。セカンド曲「愛の信条」がヒットし、夜のヒットスタジオに出演した。
- 本人作詞の「恵子の電話」を出し、kitに移籍して「私はどうするの」を発売した。
- ベンチャーズサウンド「ガラスの鐘」をリリース。この曲を最後に引退する。